# Petr Hubáček
Petr Hubáček (* 2. September 1979 in Brno, Tschechoslowakei) ist ein tschechischer Eishockeyspieler, der zuletzt bei Rouen Hockey Élite 76 in der Ligue Magnus unter Vertrag stand.

## Karriere
Petr Hubáček begann seine Karriere als Eishockeyspieler in seiner Heimatstadt beim HC Kometa Brno, für dessen Profimannschaft er in der Saison 1997/98 sein Debüt in der zweitklassigen 1. Liga gab. Anschließend wechselte der Angreifer zum HC Vítkovice, für den er von 1998 bis 2000 in der Extraliga spielte, wobei er in der Saison 1998/99 parallel noch in einigen Spielen für Brno in der 1. Liga zum Einsatz kam. Im Sommer 2000 ging er nach Nordamerika, wo er in den folgenden zwei Jahren bei den Philadelphia Flyers unter Vertrag stand, die ihn im NHL Entry Draft 1998 in der neunten Runde als insgesamt 243. Spieler ausgewählt hatten. Bis auf sechs Einsätze in der National Hockey League in der Saison 2000/01 stand er jedoch ausschließlich in der American Hockey League für das Farmteam der Flyers, die Philadelphia Phantoms, sowie die Milwaukee Admirals auf dem Eis. 
Nach seinem Engagement den USA kehrte Hubáček in seine tschechische Heimat zurück, wo er die Saison 2002/03 größtenteils beim HC Zlín in der Extraliga verbrachte. Kurz vor Ende der Spielzeit unterschrieb er allerdings beim Ligarivalen HC Vítkovice, bei dem er bereits zuvor tätig war, und spielte bis 2008 fast ausschließlich für den Club. Einzig während der Playoffs der Saison 2006/07 stand er beim SC Bern in der Schweizer Nationalliga A unter Vertrag. Für diesen gab er in fünf Spielen zwei Vorlagen. Zur Saison 2008/09 wurde der Nationalspieler von Neftechimik Nischnekamsk aus der neu gegründeten Kontinentalen Hockey-Liga verpflichtet. Nacht acht Scorerpunkten in 35 Spielen verließ er die Russen vorzeitig, um erneut für Vítkovice zu spielen. Gegen Ende der Saison 2009/10 unterschrieb er bei seinem Heimatclub HC Kometa Brno, mit dem er in den Playouts den Klassenerhalt sicherstellen konnte. Im Verlauf der Spielzeit 2011/12 folgte ein Transfer in die finnische SM-liiga zu JYP Jyväskylä, mit denen Hubáček zum Saisonende die Meisterschaft gewann.
Die Saison 2016/17 verbrachte er in Tschechien beim HC Dynamo Pardubice, anschließend spielte er ein Jahr bei Rouen Hockey Élite 76. Mit den Rouen Dragons gewann er am Saisonende den französischen Meistertitel.

### International
Für Tschechien nahm Hubáček an den Weltmeisterschaften 2006, 2007 und 2010 teil. Seinen größten Erfolg auf internationaler Ebene erreichte er mit dem Gewinn der Goldmedaille bei der Weltmeisterschaft 2010 in Deutschland.

## Erfolge und Auszeichnungen
- 2012 Finnischer Meister mit JYP Jyväskylä
- 2018 Französischer Meister mit Rouen Hockey Élite 76

### International
- 2006 Silbermedaille bei der Weltmeisterschaft
- 2010 Goldmedaille bei der Weltmeisterschaft
- 2011 Bronzemedaille bei der Weltmeisterschaft

## Karrierestatistik
(Legende zur Spielerstatistik: Sp oder GP = absolvierte Spiele; T oder G = erzielte Tore; V oder A = erzielte Assists; Pkt oder Pts = erzielte Scorerpunkte; SM oder PIM = erhaltene Strafminuten; +/− = Plus/Minus-Bilanz; PP = erzielte Überzahltore; SH = erzielte Unterzahltore; GW = erzielte Siegtore; 1 Play-downs/Relegation; Kursiv: Statistik nicht vollständig)